# 9 Batalion Budowy Dróg
9 Samodzielny Batalion Budowy Dróg – samodzielny pododdział wojsk drogowych ludowego Wojska Polskiego.
Przeznaczony do budowy i naprawy dróg w strefie przyfrontowej. W działaniach bojowych pełnił także służbę regulacji ruchu oraz kontroli wojskowych pojazdów mechanicznych.
Sformowany w rejonie Łukowa na podstawie rozkazu Naczelnego Dowództwa Wojska Polskiego nr 022/org z 10 listopada sierpnia 1944. Podlegał bezpośrednio Naczelnemu Dowództwu WP.

## Obsada personalna
Dowódcy batalionu
- mjr Jerzy Żestow
- mjr Aleksander Wiśniowiecki

## Skład etatowy
Etat 047/8

- 3 kompanie budowy dróg
  - 3 plutony budowy dróg
  - pluton mostowy
- kompania transportowa
  - 2 plutony transportowe